# Södra Ungsjön
Södra Ungsjön är en sjö i Falu kommun, Leksands kommun och Rättviks kommun i Dalarna och ingår i Dalälvens huvudavrinningsområde. Sjön har en area på 0,641 kvadratkilometer och ligger 208,3 meter över havet. Sjön avvattnas av vattendraget Kolningån (Marnäsån).

## Delavrinningsområde
Södra Ungsjön ingår i det delavrinningsområde (675266-148693) som SMHI kallar för Utloppet av Södra Ungsjön. Medelhöjden är 303 meter över havet och ytan är 18,75 kvadratkilometer. Räknas de 23 avrinningsområdena uppströms in blir den ackumulerade arean 348,94 kvadratkilometer. Kolningån (Marnäsån) som avvattnar avrinningsområdet har biflödesordning 3, vilket innebär att vattnet flödar genom totalt 3 vattendrag innan det når havet efter 269 kilometer. Avrinningsområdet består mestadels av skog (92 procent). Avrinningsområdet har 0,78 kvadratkilometer vattenytor vilket ger det en sjöprocent på 4,2 procent.